# Tscherskia
Tscherskia is een geslacht van zoogdieren uit de onderfamilie van de hamsters (Cricetinae). De wetenschappelijke naam van het geslacht werd in 1914 gepubliceerd door Sergej Ognjov. 

## Soorten
Er worden 2 soorten in dit geslacht geplaatst:
- Tscherskia collina (G. M. Allen, 1925) (= T. ningshaanensis)
- Tscherskia triton (de Winton, 1899) – Rathamster